# Euonymus giraldii
Euonymus giraldii är en benvedsväxtart som beskrevs av Ludwig Eduard Theodor Loesener och Friedrich Ludwig Diels. Euonymus giraldii ingår i släktet Euonymus och familjen Celastraceae. Inga underarter finns listade.